# Dani Clos

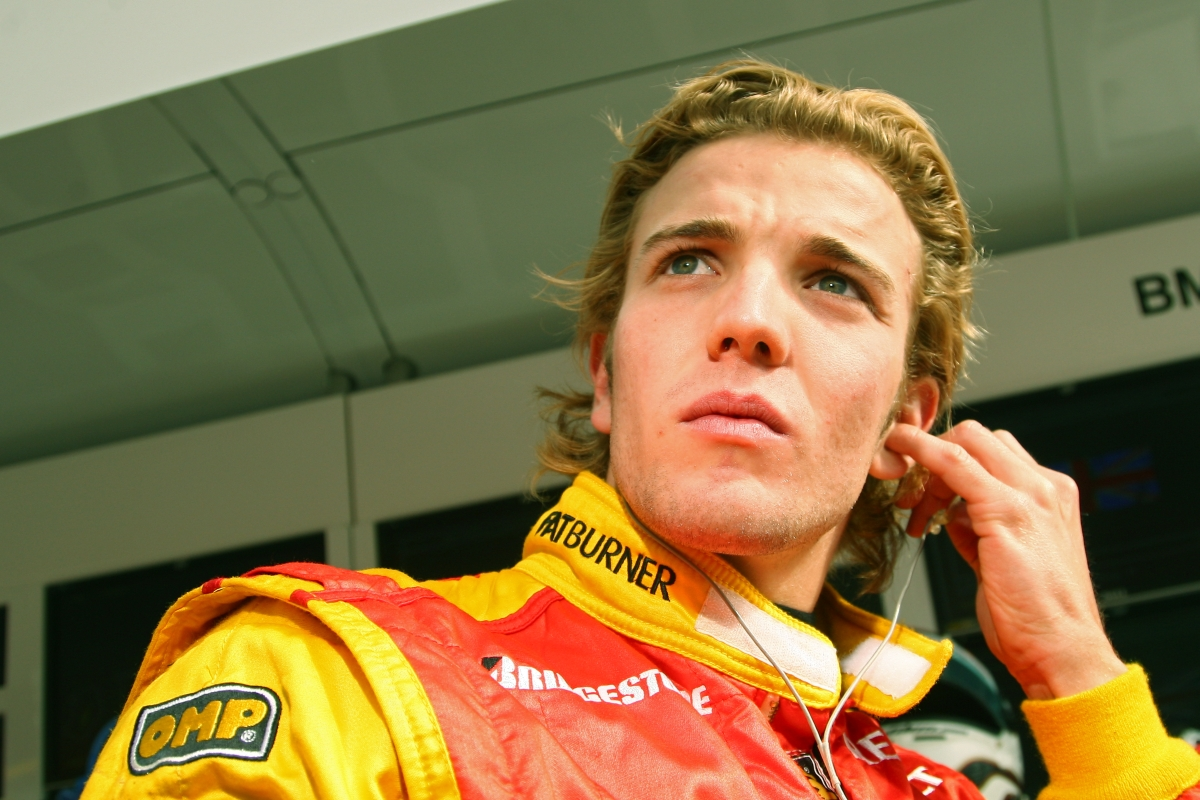
Dani Clos

Daniel „Dani“ Clos Álvarez (* 23. Oktober 1988 in Barcelona) ist ein ehemaliger spanischer Automobilrennfahrer. Er fuhr von 2009 bis 2013 in der GP2-Serie.

## Karriere

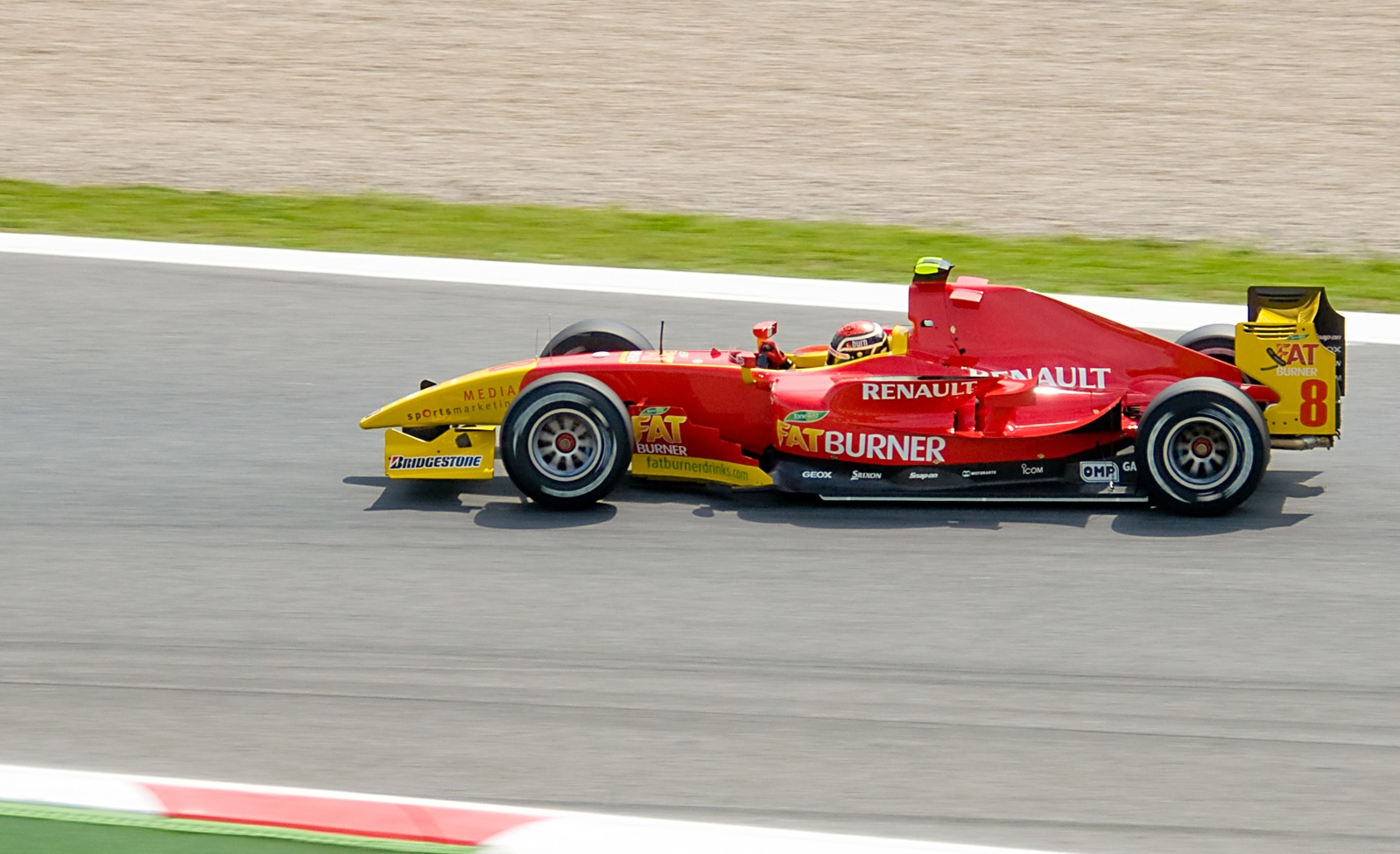
Dani Clos in der GP2-Serie 2009

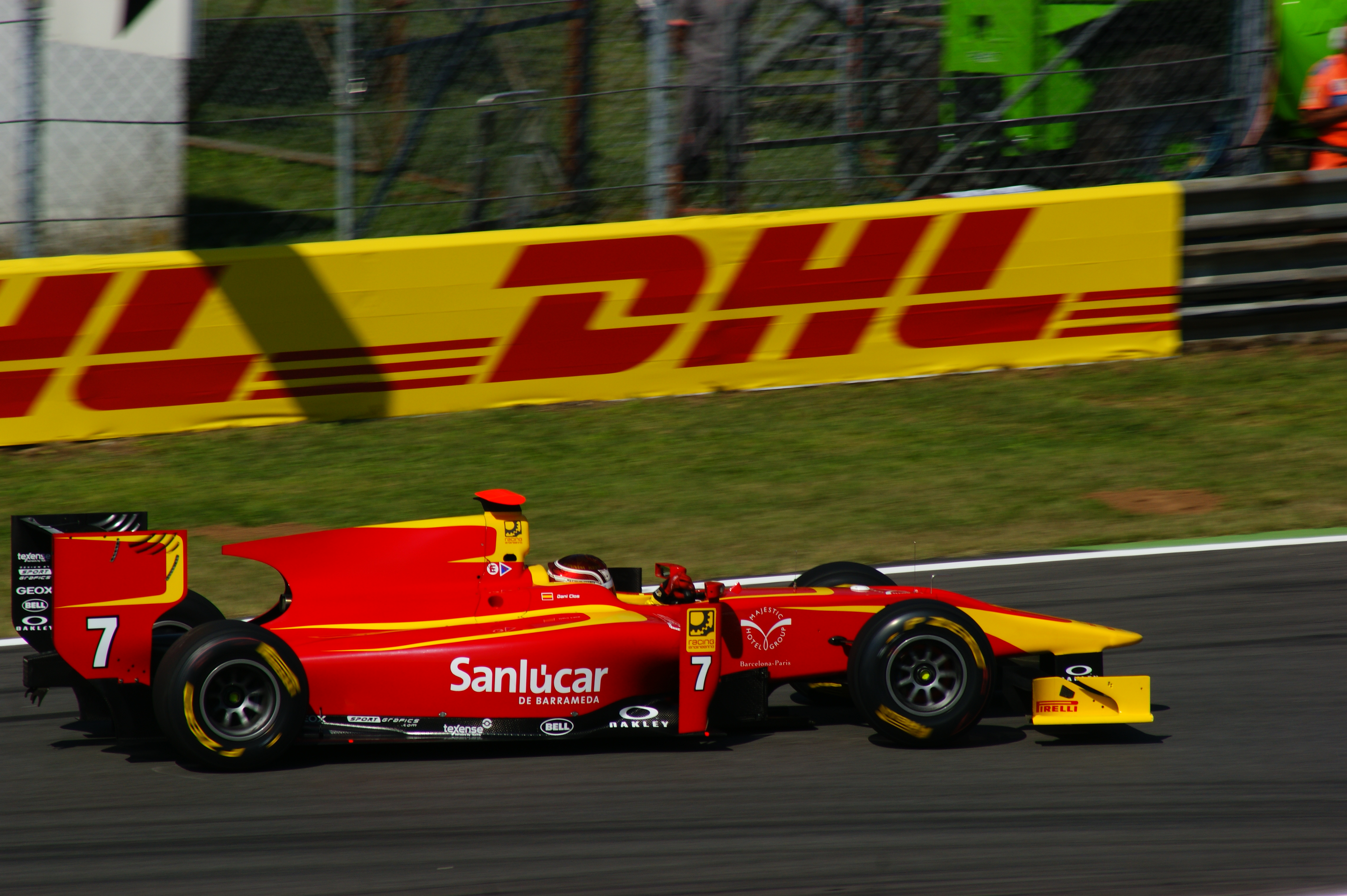
Dani Clos in der GP2-Serie 2011

Clos war von 1999 bis 2005 im Kartsport aktiv. 2004 startete Clos zudem in der spanischen Formel Junior, in der er auf Anhieb den Vierten Gesamtrang belegte. In den folgenden zwei Saisons war Clos in der italienischen Formel Renault und im Formel Renault 2.0 Eurocup aktiv. Nachdem er 2005 den 17. Gesamtrang in der italienischen Formel Renault belegte, gewann er ein Jahr später den Meistertitel. Im Formel Renault 2.0 Eurocup wurde Clos 2006 mit drei Siegen Siebter in der Gesamtwertung. 2007 wechselte er in die Formel-3-Euroserie und erreichte für Signature-Plus startend den zwölften Platz in der Gesamtwertung. In der Formel-3-Euroserie-Saison 2008 wechselte Clos zum Prema Powerteam und wurde 14. im Gesamtklassement.
2008 nahm Clos außerdem an Formel-1-Testfahrten für Williams teil. Obwohl er in der Formel-3-Euroserie kein Rennen gewann, wurde er von Racing Engineering für die GP2-Serie 2009 verpflichtet. Nachdem er an den ersten neun Rennwochenenden keine Punkte geholt hatte, erzielte er beim letzten Saisonrennen eine Podest-Platzierung. Clos profitierte dabei von einigen Bestrafungen der vor ihm platzierten Fahrer. Am Saisonende belegte er den 21. Gesamtrang. Außerdem nahm Clos an einigen Rennen der Formel Renault 3.5 teil. In der GP2-Asia-Serie-Saison 2009/2010 trat Clos für Trident Racing zu zwei Läufen an. Am Saisonende belegte er den 27. Gesamtrang. 2010 bestritt er in der europäischen GP2-Serie als Teamkollege von Christian Vietoris für Racing Engineering seine zweite Saison. Mit einem dritten Platz beim Saisonauftakt startete er gut in die neue Saison und gewann beim Sprintrennen in Istanbul sein erstes Rennen in der GP2-Serie. In Spa-Francorchamps musste er beim Sprintrennen aufgrund eines verstauchten Rückenwirbels, den er sich bei einem Unfall im Hauptrennen zugezogen hatte, pausieren. Mit einigen Platzierungen auf den vorderen Plätzen belegte er am Saisonende den vierten Gesamtrang und lag damit vor seinem Teamkollegen, der Neunter wurde. 2011 blieb Clos bei Racing Engineering und trat in der GP2-Asia- und in der GP2-Serie für den Rennstall an. Die Saison der GP2-Asia-Serie schloss er mit einem Sieg beim letzten Lauf auf dem neunten Platz der Fahrerwertung ab. In der GP2-Serie belegte er mit zwei zweiten Plätzen als beste Resultate den achten Gesamtrang. Teamintern wurde er von Vietoris, der Siebter wurde, geschlagen, obwohl sein Teamkollege nicht an allen Rennen teilnahm. Nach der Saison startete er für Rapax am GP2 Final 2011 und wurde Zwölfter. Anschließend absolvierte er für HRT eine Formel-1-Testfahrt.
2012 erhielt Clos bei HRT einen Vertrag als Testfahrer und nahm in dieser Funktion an einigen Grand-Prix-Wochenenden am Training teil. Darüber hinaus kehrte er für zwei Rennwochenenden für Barwa Addax in die GP2-Serie zurück. 2013 war Clos zunächst ohne Cockpit. Ende Juli erhielt er ein GP2-Cockpit bei MP Motorsport. Mit einem zweiten Platz als bestem Resultat schloss er die Saison auf dem 18. Gesamtrang ab.

## Persönliches
Clos ist mit der Tochter des ehemaligen Fußballspielers Christo Stoitschkow liiert.

## Statistik

### Karrierestationen
| - 1999–2005: Kartsport - 2004: Spanische Formel Junior (Platz 4) - 2005: Italienische Formel Renault (Platz 17) - 2005: Formel Renault 2.0 Eurocup - 2006: Italienische Formel Renault (Meister) - 2006: Formel Renault 2.0 Eurocup (Platz 7) | - 2007: Formel-3-Euroserie (Platz 12) - 2008: Formel-3-Euroserie (Platz 14) - 2009: GP2-Serie (Platz 21) - 2009: Formel Renault 3.5 (Platz 25) - 2010: GP2-Asia-Serie (Platz 27) - 2010: GP2-Serie (Platz 4) | - 2011: GP2-Asia-Serie (Platz 9) - 2011: GP2-Serie (Platz 8) - 2011: Formel 1 (Testfahrer) - 2012: GP2-Serie (Platz 28) - 2012: Formel 1 (Testfahrer) - 2013: GP2-Serie (Platz 18) |

### Einzelergebnisse in der Formel-3-Euroserie
| Jahr | Team            | Motor         | 1   | 2   | 3   | 4   | 5   | 6   | 7   | 8   | 9   | 10  | 11  | 12  | 13  | 14  | 15  | 16  | 17  | 18  | 19  | 20  | Punkte | Rang |
| ---- | --------------- | ------------- | --- | --- | --- | --- | --- | --- | --- | --- | --- | --- | --- | --- | --- | --- | --- | --- | --- | --- | --- | --- | ------ | ---- |
| 2007 | Signature-Plus  | Mercedes-Benz | HO1 | HO1 | BRH | BRH | NOR | NOR | MAG | MAG | MUG | MUG | ZAN | ZAN | NÜR | NÜR | CAT | CAT | NOG | NOG | HO2 | HO2 | 13     | 13.  |
| 2007 | Signature-Plus  | Mercedes-Benz | 9   | 9   | 11  | DNF | DNF | 10  | 11  | 10  | 7   | 11  | DNF | DNF | 7   | 5   | 12  | 4   | 12  | 10  | 8   | 5   | 13     | 13.  |
| 2008 | Prema Powerteam | Mercedes-Benz | HO1 | HO1 | MUG | MUG | PAU | PAU | NOR | NOR | ZAN | ZAN | NÜR | NÜR | BRH | BRH | CAT | CAT | LMS | LMS | HO2 | HO2 | 16,5   | 14.  |
| 2008 | Prema Powerteam | Mercedes-Benz | DNF | 7   | 8   | 9   | 6   | 3   | 21  | DNF | 15  | 15  | DNF | DNF | 16  | 14  | 6   | 16  | 6   | 2   | 9   | 11  | 16,5   | 14.  |

### Einzelergebnisse in der Formel-Renault-3.5-Meisterschaft
| Jahr | Team            | 1   | 2   | 3   | 4   | 5   | 6   | 7   | 8   | 9   | 10  | 11  | 12  | 13  | 14  | 15  | 16  | 17  | Punkte | Rang |
| ---- | --------------- | --- | --- | --- | --- | --- | --- | --- | --- | --- | --- | --- | --- | --- | --- | --- | --- | --- | ------ | ---- |
| 2009 | Epsilon Euskadi | CAT | CAT | SPA | SPA | MON | HUN | HUN | SIL | SIL | BUG | BUG | ALG | ALG | NÜR | NÜR | ALC | ALC | 5      | 25.  |
| 2009 | Epsilon Euskadi |     |     |     |     |     |     |     |     |     | 10* | 17  | DNF | 9   |     |     |     |     | 5      | 25.  |

### Einzelergebnisse in der GP2-Asia-Serie
| Jahr      | Team               | 1   | 2   | 3   | 4   | 5   | 6   | 7   | 8   | Punkte | Rang |
| --------- | ------------------ | --- | --- | --- | --- | --- | --- | --- | --- | ------ | ---- |
| 2009/2010 | Trident Racing     | UAE | UAE | UAE | UAE | BRN | BRN | BRN | BRN | 0      | 27.  |
| 2009/2010 | Trident Racing     |     |     | DNF | 13  |     |     | 14  | 12  | 0      | 27.  |
| 2011      | Racing Engineering | UAE | UAE | ITA | ITA |     |     |     |     | 8      | 9.   |
| 2011      | Racing Engineering | DNF | 22  | 7   | 1   |     |     |     |     | 8      | 9.   |

### Einzelergebnisse in der GP2-Serie
| Jahr | Team               | 1   | 2   | 3   | 4   | 5   | 6   | 7   | 8   | 9   | 10  | 11  | 12  | 13  | 14  | 15  | 16  | 17  | 18  | 19  | 20  | 21  | 22  | 23  | 24  | Punkte | Rang |
| ---- | ------------------ | --- | --- | --- | --- | --- | --- | --- | --- | --- | --- | --- | --- | --- | --- | --- | --- | --- | --- | --- | --- | --- | --- | --- | --- | ------ | ---- |
| 2009 | Racing Engineering | ESP | ESP | MON | MON | TUR | TUR | GBR | GBR | GER | GER | HUN | HUN | EUR | EUR | BEL | BEL | ITA | ITA | POR | POR |     |     |     |     | 4      | 21.  |
| 2009 | Racing Engineering | DNF | 19  | DNF | DNF | 12  | 7   | 13  | DNF | 16  | 8   | 11  | 11  | DNF | DNF | 10  | DNF | 15  | DNF | 9   | 3   |     |     |     |     | 4      | 21.  |
| 2010 | Racing Engineering | ESP | ESP | MON | MON | TUR | TUR | ESP | ESP | GBR | GBR | GER | GER | HUN | HUN | BEL | BEL | ITA | ITA | UAE | UAE |     |     |     |     | 51     | 4.   |
| 2010 | Racing Engineering | 3   | 6   | 3   | DNF | 8   | 1   | 5   | 7   | 3   | 3   | 4   | 6   | 16  | 7   | DNF | DNS | DNF | 12  | 4   | 4   |     |     |     |     | 51     | 4.   |
| 2011 | Racing Engineering | TUR | TUR | ESP | ESP | MON | MON | ESP | ESP | GBR | GBR | GER | GER | HUN | HUN | BEL | BEL | ITA | ITA |     |     |     |     |     |     | 30     | 8.   |
| 2011 | Racing Engineering | 8   | 15  | 6   | 2   | DNF | 18  | 4   | 5   | 6   | 2   | 7   | DNF | 10  | DNF | 6   | 6   | 13  | 7   |     |     |     |     |     |     | 30     | 8.   |
| 2012 | Barwa Addax Team   | MAS | MAS | BRN | BRN | BRN | BRN | ESP | ESP | MON | MON | ESP | ESP | GBR | GBR | GER | GER | HUN | HUN | BEL | BEL | ITA | ITA | SIN | SIN | 0      | 28.  |
| 2012 | Barwa Addax Team   |     |     | 19* | 11  | DNF | DNF |     |     |     |     |     |     |     |     |     |     |     |     |     |     |     |     |     |     | 0      | 28.  |
| 2013 | MP Motorsport      | MAS | MAS | BRN | BRN | ESP | ESP | MON | MON | GBR | GBR | GER | GER | HUN | HUN | BEL | BEL | ITA | ITA | SIN | SIN | UAE | UAE |     |     | 23     | 18.  |
| 2013 | MP Motorsport      |     |     |     |     |     |     |     |     |     |     |     |     | 14  | DNF | 20  | 19  | 18  | 9   | 10  | 21  | 5   | 2   |     |     | 23     | 18.  |